# Теферрот
Теферрот (нем. Täferrot) — община в Германии, в земле Баден-Вюртемберг. Коммуна названа в честь святой Афры.
Подчиняется административному округу Штутгарт. Входит в состав района Восточный Альб. Население составляет 1047 человек (на 31 декабря 2010 года). Занимает площадь 12,00 км².